# Szekessya hypophloeoides
Szekessya hypophloeoides es una especie de coleóptero de la familia Salpingidae que habita en Samoa.